# Associação de Voleibol de Aruba
A Associação de Voleibol de Aruba  (em inglêsːAruba Volleyball Association,AVA) é  uma organização fundada em 1986 que governa a pratica de voleibol em Aruba, sendo membro da Federação Internacional de Voleibol e da Confederação da América do Norte, Central e Caribe de Voleibol, a entidade é responsável por  organizar  os campeonatos nacionais de  voleibol masculino e feminino no país.